# Kerivula Hardwickeova
Kerivula Hardwickeova, česky také netopýr Hardwickeův (Kerivoula hardwickei), je druh asijského netopýra z čeledi netopýrovití (Vespertilionidae).

## Systematika a výskyt
Druh popsal americký přírodovědec Thomas Horsfield roku 1824. Z hlediska biologické systematiky je kerivula Hardwickeova řazena do čeledi netopýrovití (Vespertilionidae), podčeledi kerivuly (Kerivoulinae) a rodu kerivula (Kerivoula). Vědecké jméno Kerivoula hardwickei může být uváděno i pod přepisem Kerivoula hardwickii.  
V rámci tohoto druhu může být uváděno větší množství poddruhů, resp. synonymizovaných jmen. Některé kerivuly, konkrétně nominátní poddruh a formy krypta, engana, fusca a malpasi, se vyznačují klenutými lebkami a vyskytují se v jižní Indii a na Srí Lance a dále pak opět až od jižní Indočíny a jižního Thajska přes poloostrovní Malajsii až po Malajské souostroví. Naproti tomu forma depressa má nápadně zploštělou lebku a vyskytuje se od Nepálu přes severovýchodní Indii, jižní Čínu a Tchaj-wan až po jižní Thajsko. Obě tyto formy se svým výskytem překrývají. Ve skutečnosti zjevně jde o širší o druhový komplex, jak mj. odhalila molekulárně-fylogenetická studie z roku 2018. Odhadovaná doba diverzifikace sahá do svrchního pliocénu a spodního pleistocénu, speciace tedy byly v tomto případě nejspíše poháněny roztříštěností lesních porostů v průběhu glaciálu. V užším smyslu, jenž zastává i Mezinárodní svaz ochrany přírody (IUCN), je kerivula Hardwickeova rozšířena od jižního Thajska a jižní Indočíny po Malajské souostroví včetně Filipín; i filipínské populace nicméně mohou představovat soubor kryptických druhů.

## Popis a chování
Velikostně jde o menšího netopýra s celkovou délkou těla 78–89 mm, délkou předloktí 31–36 mm a délkou ucha 11–15 mm. Hmotnost činí asi 4 g. Tento druh se vyznačuje malýma očima a krátkým čenichem růžového zbarvení. Srst na těle je jemná a zároveň hustá, s červenohnědými odstíny. Jde o pomalého, byť velmi obratného letce, jenž se v prostoru orientuje pomocí frekvenčně modulovaných echolokačních signálů. Loví především létající hmyz.
Přirozeným stanovištěm kerivul Hardwickeových jsou různé typy lesů, a to včetně disturbovaných stanovišť. Nevadí jim život v nížinatých i horských polohách. Jako hřadoviště těmto netopýrům slouží stromové dutiny a svinuté listy rostlin; mezi typická místa ke hřadování přičemž spadají místní masožravé láčkovky (Nepenthaceae), např. bornejská Nepenthes hemsleyana. Svazek mezi netopýrem a rostlinou je oboustranně výhodný, neboť kerivuly láčkovky dotují na dusíkaté látky bohatým trusem.

## Ohrožení
Mezinárodní svaz ochrany přírody k roku 2020 hodnotí kerivulu Hardwickeovu jako málo dotčený druh, především na základě širokého areálu rozšíření a předpokládané početné populace (jež však nebyla přesněji kvantifikována). Obecné hrozby mohou, podobně jako v případě dalších místních druhů, pramenit ze ztráty přirozeného prostředí.